# Avicii Arena
L'Avicii Arena (anomenat originalment Stockholm Globe Arena i anteriorment conegut com a Ericsson Globe o Globen Arena) és un pavelló cobert multifuncional que es troba a la ciutat d'Estocolm, Suècia. Destaca per ser l'edifici esfèric més gran del món.
En ell s'han dut a terme competicions d'hoquei sobre gel, de fet va ser construït per a la celebració del campionat mundial masculí d'aquest esport de 1989 i va repetir com a seu del mundial en 1995, 2012 i 2013. També es van jugar alguns partits del Campionat Europeu d'Handbol Masculí de 2002 i del Campionat Europeu de Bàsquet Masculí de 2003. En 2015 va ser seu del Campionat Europeu de Patinatge Artístic sobre Gel de 2015.
També ha estat seu de nombrosos concerts i per ell han passat artistes com Mariah Carey, Justin Bieber, Lady Gaga, Oasis, Avicii, Alesso, Britney Spears, Shakira, Jennifer Lopez, Bob Dylan, Bruce Springsteen, Luciano Pavarotti, Black Sabbath, Guns N' Roses, Pink, Rammstein, Linkin Park, Green Day, U2, Christina Aguilera, Westlife, Metallica, Nicki Minaj, Rihanna, Beyoncé, Carlos Santana, Ariana Grande, entre d'altres.
A més, en 1989 i des de 2002 fins a 2012 va ser la seu de la final del Melodifestivalen. També va ser seu dels MTV Europe Music Awards 2000 i del Festival d'Eurovisió 2000 i 2016.
El 19 de maig de 2021, la Fundació Tim Bergling va anunciar que l'Ericsson Globe canviava el nom a Avicii Arena, en homenatge al DJ i compositor suec Avicii, mort en 2018 als 28 anys. També va anunciar que tots els projectes i activitats dutes a terme en l'estadi seran destinades a promoure la salut mental i a la prevenció del suïcidi.

L'edifici és el centre del Sistema solar suec, un model a escala 1,20 milions del sistema solar i en què el Globe és el Sol.

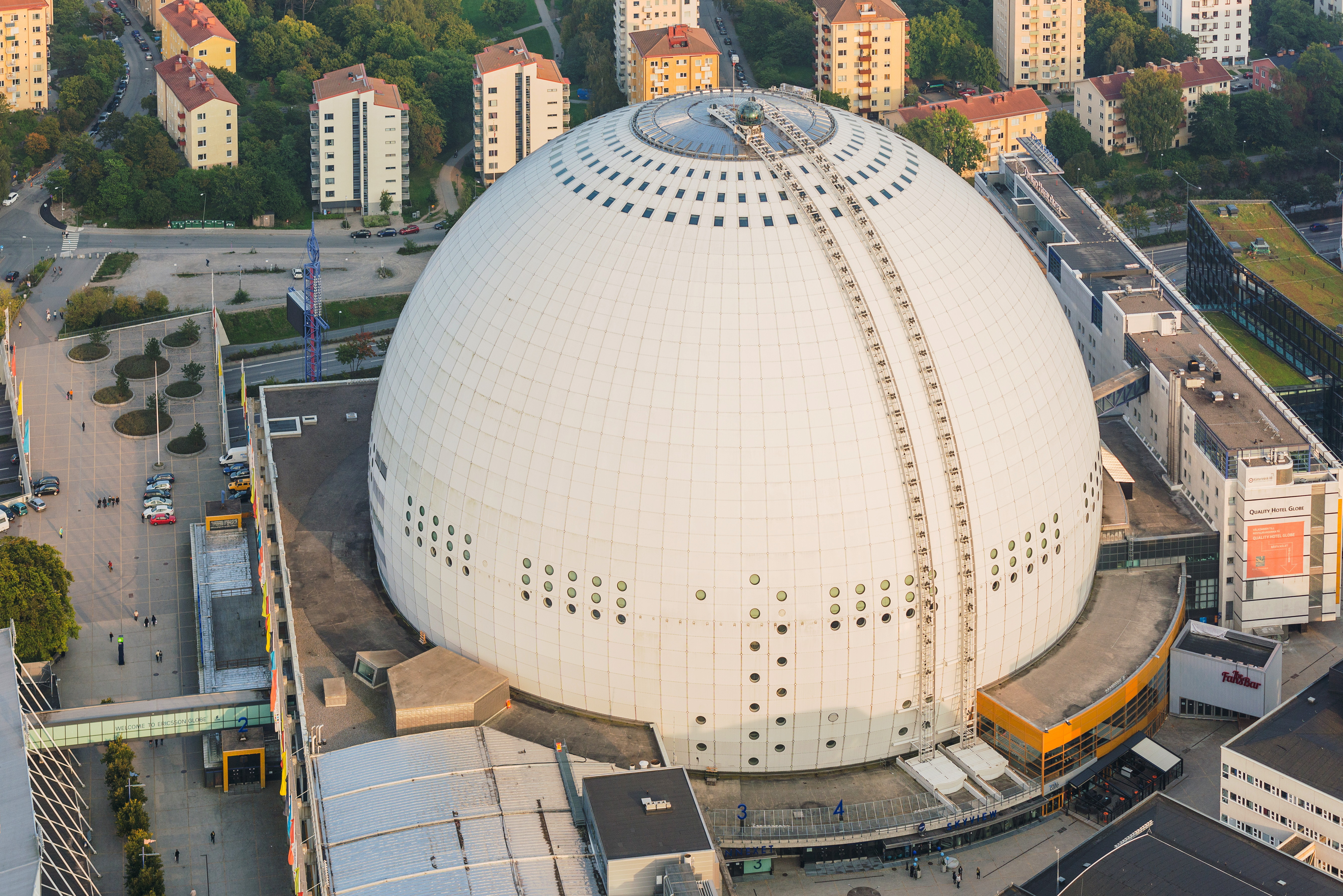
Imatge aèria
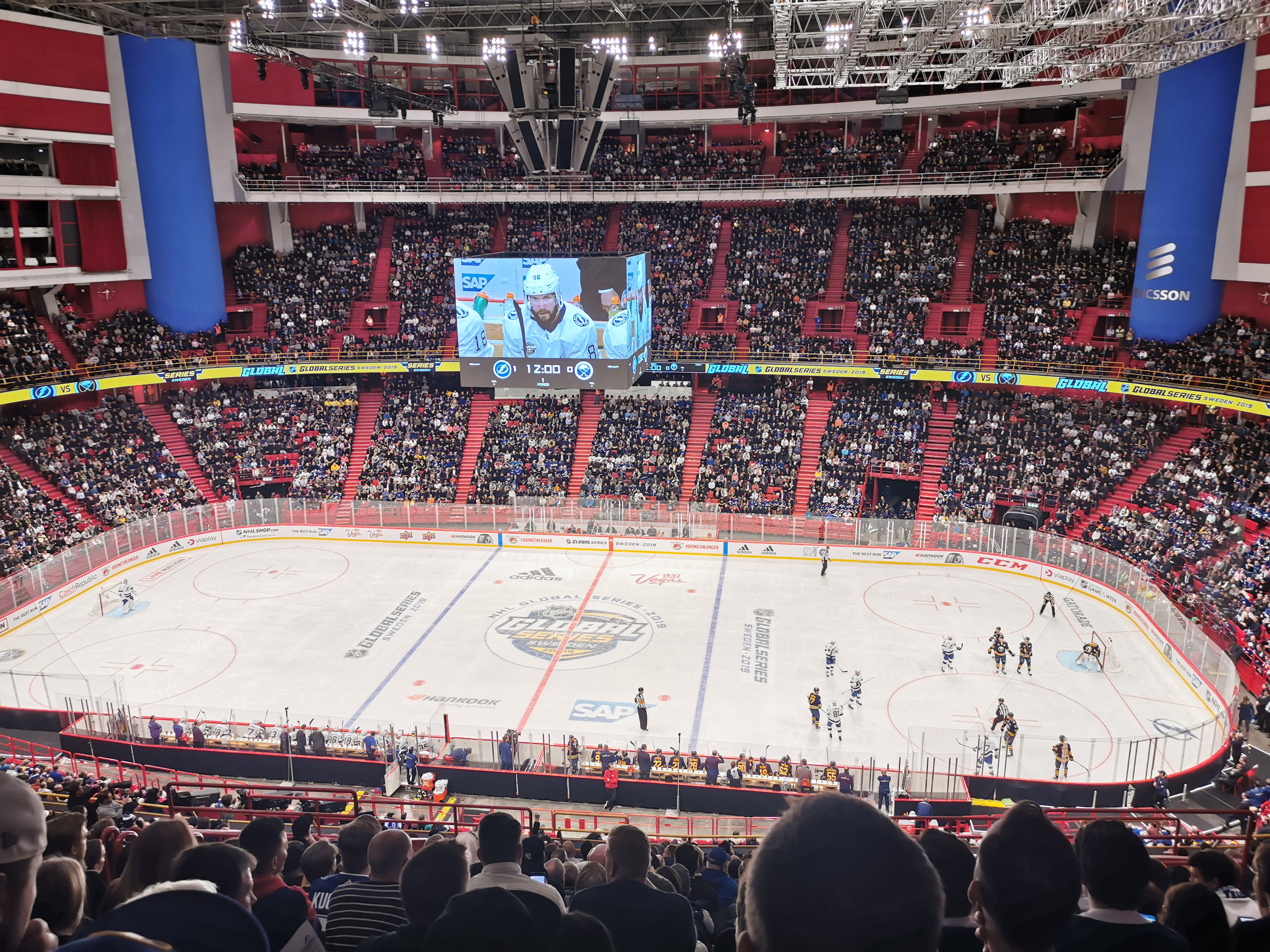
Adaptat com a canxa d'hoquei sobre gel
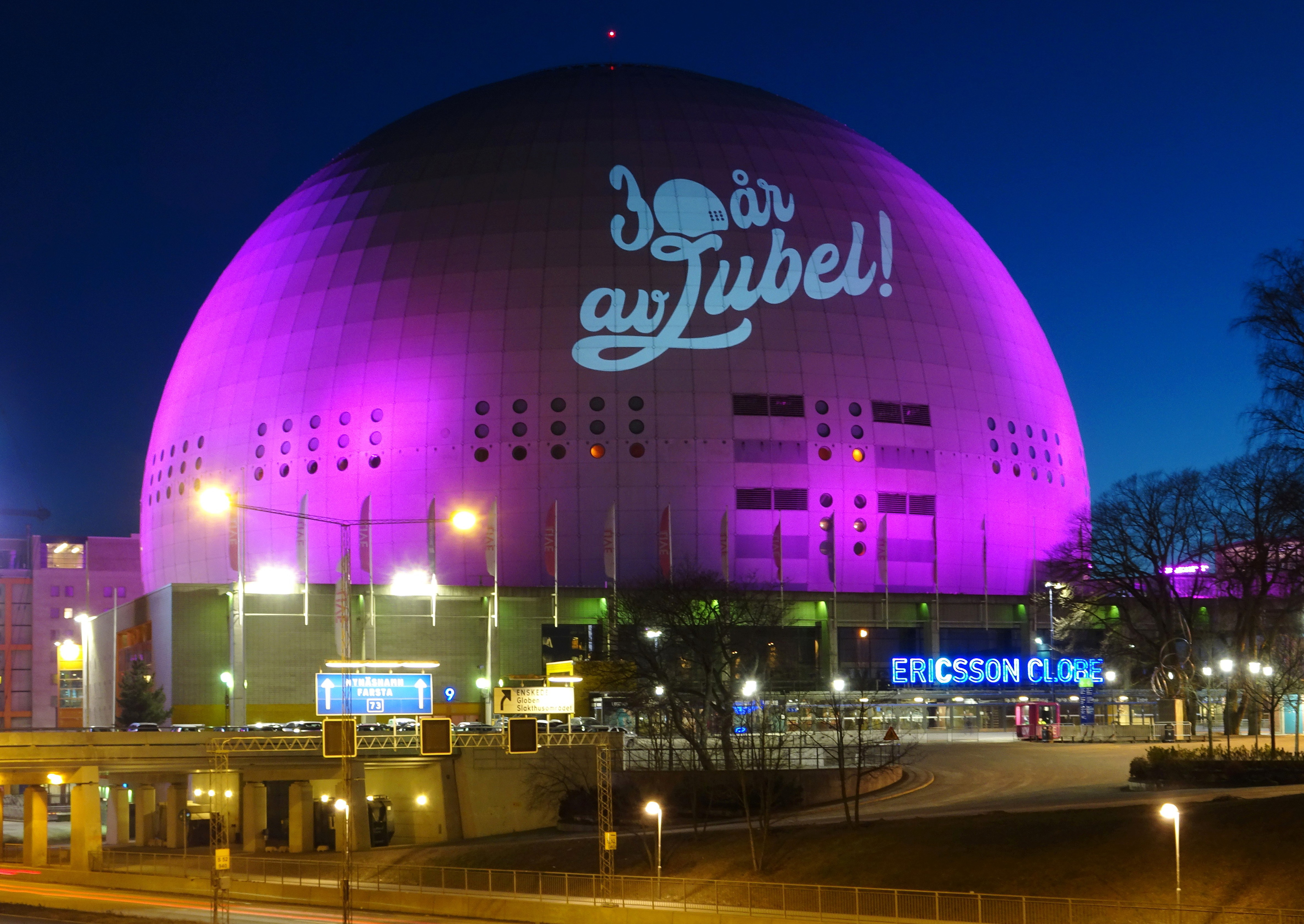
L'arena, de nit